# 민선 7기 지방자치단체장
이 문서는 민선 7기 지방자치단체장들에 대해 다룬다.

## 현직 지방자치단체장

### 광역자치단체장

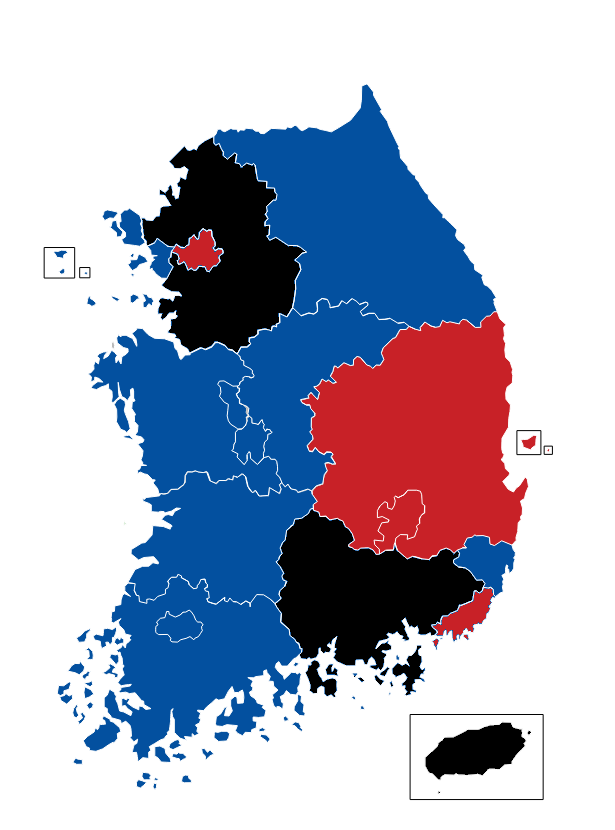
2022년 1월 20일 기준 광역자치단체장 현황
더불어민주당
국민의힘
공석

아래는 2022년 1월 26일 기준 광역자치단체장 현황이다.
| 광역단체장         | 정당           | 이름              |
| ------------------ | -------------- | ----------------- |
| 서울특별시장       | ■ 국민의힘     | 오세훈            |
| 부산광역시장       | ■ 국민의힘     | 박형준            |
| 대구광역시장       | ■ 국민의힘     | 권영진            |
| 인천광역시장       | ■ 더불어민주당 | 박남춘            |
| 광주광역시장       | ■ 더불어민주당 | 이용섭            |
| 대전광역시장       | ■ 더불어민주당 | 허태정            |
| 울산광역시장       | ■ 더불어민주당 | 송철호            |
| 세종특별자치시장   | ■ 더불어민주당 | 이춘희            |
| 경기도지사         | ■ 무소속       | 오병권 (권한대행) |
| 강원도지사         | ■ 더불어민주당 | 최문순            |
| 충청북도지사       | ■ 더불어민주당 | 이시종            |
| 충청남도지사       | ■ 더불어민주당 | 양승조            |
| 전라북도지사       | ■ 더불어민주당 | 송하진            |
| 전라남도지사       | ■ 더불어민주당 | 김영록            |
| 경상북도지사       | ■ 국민의힘     | 이철우            |
| 경상남도지사       | ■ 무소속       | 하병필 (권한대행) |
| 제주특별자치도지사 | ■ 무소속       | 구만섭 (권한대행) |

### 기초자치단체장

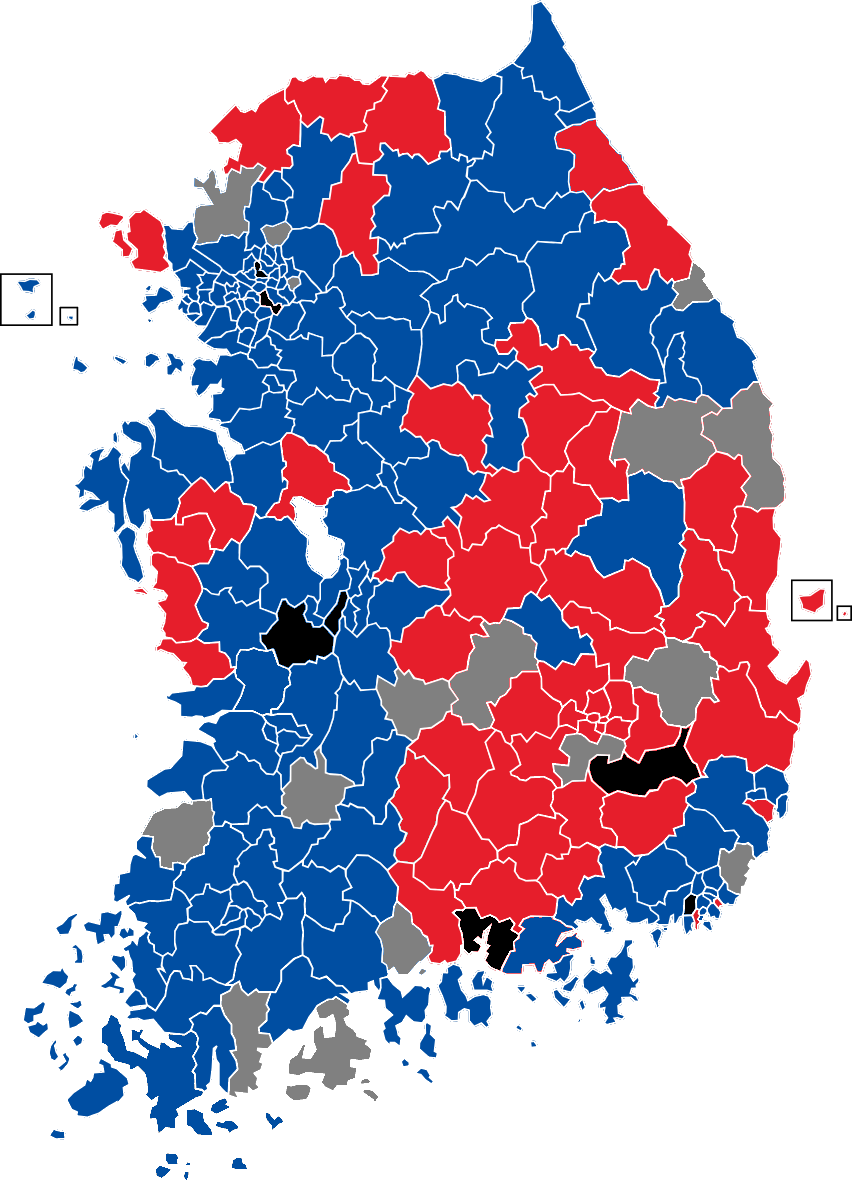
2022년 1월 25일 기준 기초지방자치단체장
더불어민주당
국민의힘
무소속
공석
기초자치단체장을 선출하지 않음

아래는 2022년 1월 26일 기준 현직 기초자치단체장 현황이다.

#### 서울특별시
| 기초단체장   | 정당           | 이름              |
| ------------ | -------------- | ----------------- |
| 종로구청장   | ■ 무소속       | 강필영 (권한대행) |
| 중구청장     | ■ 더불어민주당 | 서양호            |
| 용산구청장   | ■ 더불어민주당 | 성장현            |
| 성동구청장   | ■ 더불어민주당 | 정원오            |
| 광진구청장   | ■ 더불어민주당 | 김선갑            |
| 동대문구청장 | ■ 더불어민주당 | 유덕열            |
| 중랑구청장   | ■ 더불어민주당 | 류경기            |
| 성북구청장   | ■ 더불어민주당 | 이승로            |
| 강북구청장   | ■ 더불어민주당 | 박겸수            |
| 도봉구청장   | ■ 더불어민주당 | 이동진            |
| 노원구청장   | ■ 더불어민주당 | 오승록            |
| 은평구청장   | ■ 더불어민주당 | 김미경            |
| 서대문구청장 | ■ 더불어민주당 | 문석진            |
| 마포구청장   | ■ 더불어민주당 | 유동균            |
| 양천구청장   | ■ 더불어민주당 | 김수영            |
| 강서구청장   | ■ 더불어민주당 | 노현송            |
| 구로구청장   | ■ 더불어민주당 | 이성              |
| 금천구청장   | ■ 더불어민주당 | 유성훈            |
| 영등포구청장 | ■ 더불어민주당 | 채현일            |
| 동작구청장   | ■ 더불어민주당 | 이창우            |
| 관악구청장   | ■ 더불어민주당 | 박준희            |
| 서초구청장   | ■ 무소속       | 천정욱 (권한대행) |
| 강남구청장   | ■ 더불어민주당 | 정순균            |
| 송파구청장   | ■ 더불어민주당 | 박성수            |
| 강동구청장   | ■ 더불어민주당 | 이정훈            |

#### 부산광역시
| 기초단체장   | 정당           | 이름   |
| ------------ | -------------- | ------ |
| 중구청장     | ■ 국민의힘     | 최진봉 |
| 서구청장     | ■ 국민의힘     | 공한수 |
| 동구청장     | ■ 더불어민주당 | 최형욱 |
| 영도구청장   | ■ 더불어민주당 | 김철훈 |
| 부산진구청장 | ■ 더불어민주당 | 서은숙 |
| 동래구청장   | ■ 더불어민주당 | 김우룡 |
| 남구청장     | ■ 더불어민주당 | 박재범 |
| 북구청장     | ■ 더불어민주당 | 정명희 |
| 해운대구청장 | ■ 더불어민주당 | 홍순헌 |
| 사하구청장   | ■ 더불어민주당 | 김태석 |
| 금정구청장   | ■ 더불어민주당 | 정미영 |
| 강서구청장   | ■ 더불어민주당 | 노기태 |
| 연제구청장   | ■ 더불어민주당 | 이성문 |
| 수영구청장   | ■ 국민의힘     | 강성태 |
| 사상구청장   | ■ 더불어민주당 | 김대근 |
| 기장군수     | ■ 무소속       | 오규석 |

#### 대구광역시
| 기초단체장 | 정당       | 이름   |
| ---------- | ---------- | ------ |
| 중구청장   | ■ 국민의힘 | 류규하 |
| 동구청장   | ■ 국민의힘 | 배기철 |
| 서구청장   | ■ 국민의힘 | 류한국 |
| 남구청장   | ■ 국민의힘 | 조재구 |
| 북구청장   | ■ 국민의힘 | 배광식 |
| 수성구청장 | ■ 국민의힘 | 김대권 |
| 달서구청장 | ■ 국민의힘 | 이태훈 |
| 달성군수   | ■ 무소속   | 김문오 |

#### 인천광역시
| 기초단체장   | 정당           | 이름   |
| ------------ | -------------- | ------ |
| 중구청장     | ■ 더불어민주당 | 홍인성 |
| 동구청장     | ■ 더불어민주당 | 허인환 |
| 미추홀구청장 | ■ 더불어민주당 | 김정식 |
| 연수구청장   | ■ 더불어민주당 | 고남석 |
| 남동구청장   | ■ 더불어민주당 | 이강호 |
| 부평구청장   | ■ 더불어민주당 | 차준택 |
| 계양구청장   | ■ 더불어민주당 | 박형우 |
| 서구청장     | ■ 더불어민주당 | 이재현 |
| 강화군수     | ■ 국민의힘     | 유천호 |
| 옹진군수     | ■ 더불어민주당 | 장정민 |

#### 광주광역시
| 기초단체장 | 정당           | 이름   |
| ---------- | -------------- | ------ |
| 동구청장   | ■ 더불어민주당 | 임택   |
| 서구청장   | ■ 더불어민주당 | 서대석 |
| 남구청장   | ■ 더불어민주당 | 김병내 |
| 북구청장   | ■ 더불어민주당 | 문인   |
| 광산구청장 | ■ 더불어민주당 | 김삼호 |

#### 대전광역시
| 기초단체장 | 정당           | 이름              |
| ---------- | -------------- | ----------------- |
| 동구청장   | ■ 더불어민주당 | 황인호            |
| 중구청장   | ■ 더불어민주당 | 박용갑            |
| 서구청장   | ■ 무소속       | 성기문 (권한대행) |
| 유성구청장 | ■ 더불어민주당 | 정용래            |
| 대덕구청장 | ■ 더불어민주당 | 박정현            |

#### 울산광역시
| 기초단체장 | 정당           | 이름   |
| ---------- | -------------- | ------ |
| 중구청장   | ■ 더불어민주당 | 박태완 |
| 남구청장   | ■ 국민의힘     | 서동욱 |
| 동구청장   | ■ 더불어민주당 | 정천석 |
| 북구청장   | ■ 더불어민주당 | 이동권 |
| 울주군수   | ■ 더불어민주당 | 이선호 |

#### 경기도
| 기초단체장 | 정당           | 이름   |
| ---------- | -------------- | ------ |
| 수원시장   | ■ 더불어민주당 | 염태영 |
| 성남시장   | ■ 더불어민주당 | 은수미 |
| 의정부시장 | ■ 무소속       | 안병용 |
| 안양시장   | ■ 더불어민주당 | 최대호 |
| 부천시장   | ■ 더불어민주당 | 장덕천 |
| 광명시장   | ■ 더불어민주당 | 박승원 |
| 평택시장   | ■ 더불어민주당 | 정장선 |
| 동두천시장 | ■ 더불어민주당 | 최용덕 |
| 안산시장   | ■ 더불어민주당 | 윤화섭 |
| 고양시장   | ■ 더불어민주당 | 이재준 |
| 과천시장   | ■ 더불어민주당 | 김종천 |
| 구리시장   | ■ 더불어민주당 | 안승남 |
| 남양주시장 | ■ 더불어민주당 | 조광한 |
| 오산시장   | ■ 더불어민주당 | 곽상욱 |
| 시흥시장   | ■ 더불어민주당 | 임병택 |
| 군포시장   | ■ 더불어민주당 | 한대희 |
| 의왕시장   | ■ 더불어민주당 | 김상돈 |
| 하남시장   | ■ 더불어민주당 | 김상호 |
| 용인시장   | ■ 더불어민주당 | 백군기 |
| 파주시장   | ■ 더불어민주당 | 최종환 |
| 이천시장   | ■ 더불어민주당 | 엄태준 |
| 안성시장   | ■ 더불어민주당 | 김보라 |
| 김포시장   | ■ 더불어민주당 | 정하영 |
| 화성시장   | ■ 더불어민주당 | 서철모 |
| 광주시장   | ■ 더불어민주당 | 신동헌 |
| 양주시장   | ■ 더불어민주당 | 이성호 |
| 포천시장   | ■ 더불어민주당 | 박윤국 |
| 여주시장   | ■ 더불어민주당 | 이항진 |
| 연천군수   | ■ 국민의힘     | 김광철 |
| 가평군수   | ■ 국민의힘     | 김성기 |
| 양평군수   | ■ 더불어민주당 | 정동균 |

#### 강원도
| 기초단체장 | 정당           | 이름   |
| ---------- | -------------- | ------ |
| 춘천시장   | ■ 더불어민주당 | 이재수 |
| 원주시장   | ■ 더불어민주당 | 원창묵 |
| 강릉시장   | ■ 국민의힘     | 김한근 |
| 동해시장   | ■ 국민의힘     | 심규언 |
| 태백시장   | ■ 더불어민주당 | 유태호 |
| 속초시장   | ■ 더불어민주당 | 김철수 |
| 삼척시장   | ■ 더불어민주당 | 김양호 |
| 홍천군수   | ■ 더불어민주당 | 허필홍 |
| 횡성군수   | ■ 더불어민주당 | 장신상 |
| 영월군수   | ■ 국민의힘     | 최명서 |
| 평창군수   | ■ 더불어민주당 | 한왕기 |
| 정선군수   | ■ 더불어민주당 | 최승준 |
| 철원군수   | ■ 국민의힘     | 이현종 |
| 화천군수   | ■ 국민의힘     | 최문순 |
| 양구군수   | ■ 더불어민주당 | 조인묵 |
| 인제군수   | ■ 더불어민주당 | 최상기 |
| 고성군수   | ■ 더불어민주당 | 함명준 |
| 양양군수   | ■ 국민의힘     | 김진하 |

#### 충청북도
| 기초단체장 | 정당           | 이름   |
| ---------- | -------------- | ------ |
| 청주시장   | ■ 더불어민주당 | 한범덕 |
| 충주시장   | ■ 국민의힘     | 조길형 |
| 제천시장   | ■ 더불어민주당 | 이상천 |
| 보은군수   | ■ 국민의힘     | 정상혁 |
| 옥천군수   | ■ 더불어민주당 | 김재종 |
| 영동군수   | ■ 국민의힘     | 박세복 |
| 증평군수   | ■ 더불어민주당 | 홍성열 |
| 진천군수   | ■ 더불어민주당 | 송기섭 |
| 괴산군수   | ■ 더불어민주당 | 이차영 |
| 음성군수   | ■ 더불어민주당 | 조병옥 |
| 단양군수   | ■ 국민의힘     | 류한우 |

#### 충청남도
| 기초단체장 | 정당           | 이름            |
| ---------- | -------------- | --------------- |
| 천안시장   | ■ 국민의힘     | 박상돈          |
| 공주시장   | ■ 더불어민주당 | 김정섭          |
| 보령시장   | ■ 국민의힘     | 김동일          |
| 아산시장   | ■ 더불어민주당 | 오세현          |
| 서산시장   | ■ 더불어민주당 | 맹정호          |
| 논산시장   | ■ 무소속       | 안호 (권한대행) |
| 계룡시장   | ■ 더불어민주당 | 최홍묵          |
| 당진시장   | ■ 더불어민주당 | 김홍장          |
| 금산군수   | ■ 더불어민주당 | 문정우          |
| 부여군수   | ■ 더불어민주당 | 박정현          |
| 서천군수   | ■ 국민의힘     | 노박래          |
| 청양군수   | ■ 더불어민주당 | 김돈곤          |
| 홍성군수   | ■ 국민의힘     | 김석환          |
| 예산군수   | ■ 국민의힘     | 황선봉          |
| 태안군수   | ■ 더불어민주당 | 가세로          |

#### 전라북도
| 기초단체장 | 정당           | 이름   |
| ---------- | -------------- | ------ |
| 전주시장   | ■ 더불어민주당 | 김승수 |
| 군산시장   | ■ 더불어민주당 | 강임준 |
| 익산시장   | ■ 무소속       | 정헌율 |
| 정읍시장   | ■ 더불어민주당 | 유진섭 |
| 남원시장   | ■ 더불어민주당 | 이환주 |
| 김제시장   | ■ 더불어민주당 | 박준배 |
| 완주군수   | ■ 더불어민주당 | 박성일 |
| 진안군수   | ■ 더불어민주당 | 전춘성 |
| 무주군수   | ■ 무소속       | 황인홍 |
| 장수군수   | ■ 더불어민주당 | 장영수 |
| 임실군수   | ■ 무소속       | 심민   |
| 순창군수   | ■ 더불어민주당 | 황숙주 |
| 고창군수   | ■ 무소속       | 유기상 |
| 부안군수   | ■ 더불어민주당 | 권익현 |

#### 전라남도
| 기초단체장 | 정당           | 이름   |
| ---------- | -------------- | ------ |
| 목포시장   | ■ 더불어민주당 | 김종식 |
| 여수시장   | ■ 더불어민주당 | 권오봉 |
| 순천시장   | ■ 더불어민주당 | 허석   |
| 나주시장   | ■ 더불어민주당 | 강인규 |
| 광양시장   | ■ 더불어민주당 | 정현복 |
| 담양군수   | ■ 더불어민주당 | 최형식 |
| 곡성군수   | ■ 더불어민주당 | 유근기 |
| 구례군수   | ■ 더불어민주당 | 김순호 |
| 고흥군수   | ■ 무소속       | 송귀근 |
| 보성군수   | ■ 더불어민주당 | 김철우 |
| 화순군수   | ■ 더불어민주당 | 구충곤 |
| 장흥군수   | ■ 무소속       | 정종순 |
| 강진군수   | ■ 더불어민주당 | 이승옥 |
| 해남군수   | ■ 더불어민주당 | 명현관 |
| 영암군수   | ■ 더불어민주당 | 전동평 |
| 무안군수   | ■ 더불어민주당 | 김산   |
| 함평군수   | ■ 더불어민주당 | 이상익 |
| 영광군수   | ■ 더불어민주당 | 김준성 |
| 장성군수   | ■ 더불어민주당 | 유두석 |
| 완도군수   | ■ 더불어민주당 | 신우철 |
| 진도군수   | ■ 더불어민주당 | 이동진 |
| 신안군수   | ■ 더불어민주당 | 박우량 |

#### 경상북도
| 기초단체장 | 정당           | 이름              |
| ---------- | -------------- | ----------------- |
| 포항시장   | ■ 국민의힘     | 이강덕            |
| 경주시장   | ■ 국민의힘     | 주낙영            |
| 김천시장   | ■ 국민의힘     | 김충섭            |
| 안동시장   | ■ 더불어민주당 | 권영세            |
| 구미시장   | ■ 더불어민주당 | 장세용            |
| 영주시장   | ■ 국민의힘     | 장욱현            |
| 영천시장   | ■ 무소속       | 최기문            |
| 상주시장   | ■ 국민의힘     | 강영석            |
| 문경시장   | ■ 국민의힘     | 고윤환            |
| 경산시장   | ■ 국민의힘     | 최영조            |
| 군위군수   | ■ 국민의힘     | 김영만            |
| 의성군수   | ■ 국민의힘     | 김주수            |
| 청송군수   | ■ 국민의힘     | 윤경희            |
| 영양군수   | ■ 국민의힘     | 오도창            |
| 영덕군수   | ■ 국민의힘     | 이희진            |
| 청도군수   | ■ 무소속       | 황영호 (권한대행) |
| 고령군수   | ■ 국민의힘     | 곽용환            |
| 성주군수   | ■ 국민의힘     | 이병환            |
| 칠곡군수   | ■ 국민의힘     | 백선기            |
| 예천군수   | ■ 국민의힘     | 김학동            |
| 봉화군수   | ■ 무소속       | 엄태항            |
| 울진군수   | ■ 국민의힘     | 전찬걸            |
| 울릉군수   | ■ 국민의힘     | 김병수            |

#### 경상남도
| 기초단체장 | 정당           | 이름              |
| ---------- | -------------- | ----------------- |
| 창원시장   | ■ 더불어민주당 | 허성무            |
| 진주시장   | ■ 국민의힘     | 조규일            |
| 통영시장   | ■ 더불어민주당 | 강석주            |
| 사천시장   | ■ 국민의힘     | 송도근            |
| 김해시장   | ■ 더불어민주당 | 허성곤            |
| 밀양시장   | ■ 국민의힘     | 홍민희 (권한대행) |
| 거제시장   | ■ 더불어민주당 | 변광용            |
| 양산시장   | ■ 더불어민주당 | 김일권            |
| 의령군수   | ■ 국민의힘     | 오태완            |
| 함안군수   | ■ 국민의힘     | 조근제            |
| 창녕군수   | ■ 국민의힘     | 한정우            |
| 고성군수   | ■ 더불어민주당 | 백두현            |
| 남해군수   | ■ 더불어민주당 | 장충남            |
| 하동군수   | ■ 국민의힘     | 윤상기            |
| 산청군수   | ■ 국민의힘     | 이재근            |
| 함양군수   | ■ 국민의힘     | 서춘수            |
| 거창군수   | ■ 국민의힘     | 구인모            |
| 합천군수   | ■ 국민의힘     | 문준희            |